# Polyscias heineana
Polyscias heineana är en araliaväxtart som beskrevs av Georges Bernardi. Polyscias heineana ingår i släktet Polyscias och familjen Araliaceae. Inga underarter finns listade.